# Гигантская сколопендра
Гигантская сколопендра (лат. Scolopendra gigantea) — вид губоногих многоножек из семейства настоящих сколопендр, обитающих на севере и западе Южной Америки и на островах Ямайка и Тринидад. Известны случаи нападения гигантской сколопендры на птиц, ящериц, мышей и жаб. Ядовитыми являются самки. Ошибочно считается, что укус гигантской сколопендры смертелен и для человека.

## Описание
Размеры могут превышать 30 см. Тело состоит из 21—23 сегментов медно-рыжего или коричневого цвета, каждый с парой ножек яркого жёлтого цвета. Одна пара ног превратилась у неё в ногочелюсти с коготками, соединёнными с ядовитыми железами. А задняя пара — в специальные волочащиеся большие ноги, которые помогают животному цепляться за комки почвы в земляных ходах.

## Питание
Жертву сколопендра хватает передними ножками, вонзает в неё ядовитые ногочелюсти и начинает пережёвывать, отправляя куски пищи в широкую глотку, где они перевариваются под воздействием ферментов. Ест сколопендра довольно медленно и долго, делая небольшие перерывы. Часто и много раз чистится, пропуская по очереди свои ножки, а потом усик-антенну то с одной, то с другой стороны сквозь ногочелюсти.

## Яд
Яд сколопендр содержит ацетилхолин, серотонин, лецитин, гистамин, термолизины, гиалуронидазу. Он хорошо сохраняется на холоде, но быстро разрушается при нагревании, под действием эфира, этилового спирта, крепких щелочей. У человека их укусы вызывают местный отёк и боль, продолжающиеся обычно 1—2 ч. Если сколопендра крупная, то эти симптомы могут сохраняться несколько дней; возможно повышение температуры, лихорадка, слабость.

## Содержание в неволе
Гигантская сколопендра — популярное домашнее животное среди любителей беспозвоночных.

## Фото
- Гигантская сколопендра длиной около 22 см